# Kazašská pahorkatina
Kazašská pahorkatina nebo také Kazašská plošina (kazašsky Сары Арқа, Sary Arqa – Žluté hřebeny, rusky Казахский мелкосопочник, Kazachskij mělkosopočnik) je kopcovitá oblast pokrytá převážně stepí nacházející se ve střední a východní části Kazachstánu. Na jihu sahá k úpatí Ťan-šanu, na jihovýchodě je ohraničena jezerem Balchaš, na východě přechází v pohoří Tarbagataj a na severovýchodě v podhůří Altaje. Na severozápadě leží mezi Kazašskou pahorkatinou a Uralem Turgajská plošina, přetnutá z jihu na sever Turgajskou bránou. Na jihozápadě pahorkatina přechází v Turanskou a na severu v Západosibiřskou nížinu. Část pahorkatiny (4500 km²) je pod názvem „Sarjarka - stepi a jezera severního Kazachstánu“ zapsána mezi lokality světového přírodního dědictví UNESCO.
Střední nadmořská výška oblasti se pohybuje mezi 300 a 1000 m n. m. Z Kazašské pahorkatiny vystupuje několik hornatin – na západě Ulytau, na severu Kokčetau a na jihovýchodě Karakaly. Nejvyšším místem je hora Aksoran (1566 m n. m.)